# De Kolk (Drenthe en Overijssel)
De Kolk is een buurtschap in de gemeenten Steenwijkerland en Meppel. Het is gelegen ten oosten van Dinxterveen en Wanneperveen en ligt precies op de grens van de Nederlandse provincies Drenthe en Overijssel.
Plaatsen: Kolderveen · Meppel · Nijeveen · Rogat

Buurtschappen: Broekhuizen · Havelterberg (deels) · De Klosse (deels) · Kolderveense Bovenboer · Nijentap · De Kolk (deels) · Nijeveense Bovenboer · De Schiphorst · Slingenberg (deels)

Drenthe: Steden en dorpen      Nederland: Provincies · Gemeenten